# Josh Hayes

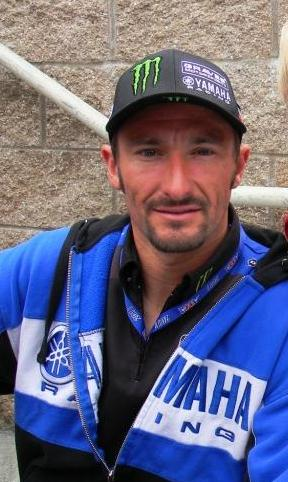
Josh Hayes in 2011.

Joshua Kurt "Josh" Hayes (Gulfport, Mississippi, 4 april 1975) is een Amerikaans motorcoureur. Hij is getrouwd met Melissa Paris, die eveneens professioneel motorcoureur is. Hij won zeven kampioenschappen binnen de MotoAmerica: een in de Superstock-klasse, twee in de Formula Xtreme-klasse en vier in de superbike-klasse.

## Carrière
In 2003 won Hayes zijn eerste titel in het Amerikaans kampioenschap wegrace in de Superstock-klasse op een Suzuki; gedurende het seizoen won hij twee races. In 2004 stapte hij over naar het Amerikaans kampioenschap superbike, waarin hij met 316 punten achtste werd. Dat jaar bleef hij wel actief in de Superstock-klasse, maar kwam in de races nooit verder dan twee tweede plaatsen en hij werd met 235 punten achtste in de eindstand. In 2005 concentreerde hij zich volledig op de superbike-klasse, waarin hij op Road America zijn eerste podiumfinish behaalde. Desondanks zakte hij naar de negende plaats in het klassement met 302 punten.
In 2006 keerde Hayes terug naar de Superstock-klasse, waarin hij vijfde werd. Tevens debuteerde hij op een Honda in de Formula Xtreme-klasse. In deze klasse won hij drie races en werd hij met 358 punten, zeven meer dan Eric Bostrom, gekroond tot kampioen. In 2007 reed hij opnieuw op een Honda in deze klasse en werd hij wederom kampioen, ditmaal met zeven overwinningen en 324 punten. Tevens debuteerde hij dat jaar in de Supersport-klasse, waarin hij vier races won. Met 261 punten werd hij achter Roger Lee Hayden en Jamie Hacking derde in de eindstand.
In 2008 reed Hayes in zowel de Supersport- als de Formula Xtreme-klasse van het Amerikaans kampioenschap wegrace. In de Supersport won hij een race en werd hij achter Ben Bostrom en Jake Zemke derde in de eindstand, terwijl hij in de Formula Xtreme drie zeges behaalde en achter Zemke tweede werd. Daarnaast maakte hij dat jaar zijn debuut in het wereldkampioenschap Supersport op een Honda als vervanger van Craig Jones, die korte tijd eerder bij een race-ongeluk om het leven kwam. Een vierde plaats in de seizoensfinale op Portimão was zijn beste resultaat en hij werd met 26 punten achttiende in het klassement.
In 2009 keerde Hayes terug naar het Amerikaans kampioenschap wegrace, waarin hij enkel deelnam aan de superbike-klasse op een Yamaha. Hij won zeven races, waardoor hij met 406 punten tweede werd achter Mat Mladin. In 2010 behaalde hij wederom zeven zeges en stond hij in totaal veertien keer op het podium. Met 466 punten werd hij voor de eerste keer gekroond tot kampioen in de klasse. In 2011 wist hij zijn titel te prolongeren met drie zeges en 363 punten; hij had hiermee slechts vijf punten voorsprong op Blake Young. Dat jaar maakte hij tevens zijn debuut in de MotoGP-klasse van het wereldkampioenschap wegrace op een Yamaha als vervanger van de geblesseerde Colin Edwards in de seizoensfinale in Valencia, waarin hij als zevende eindigde.

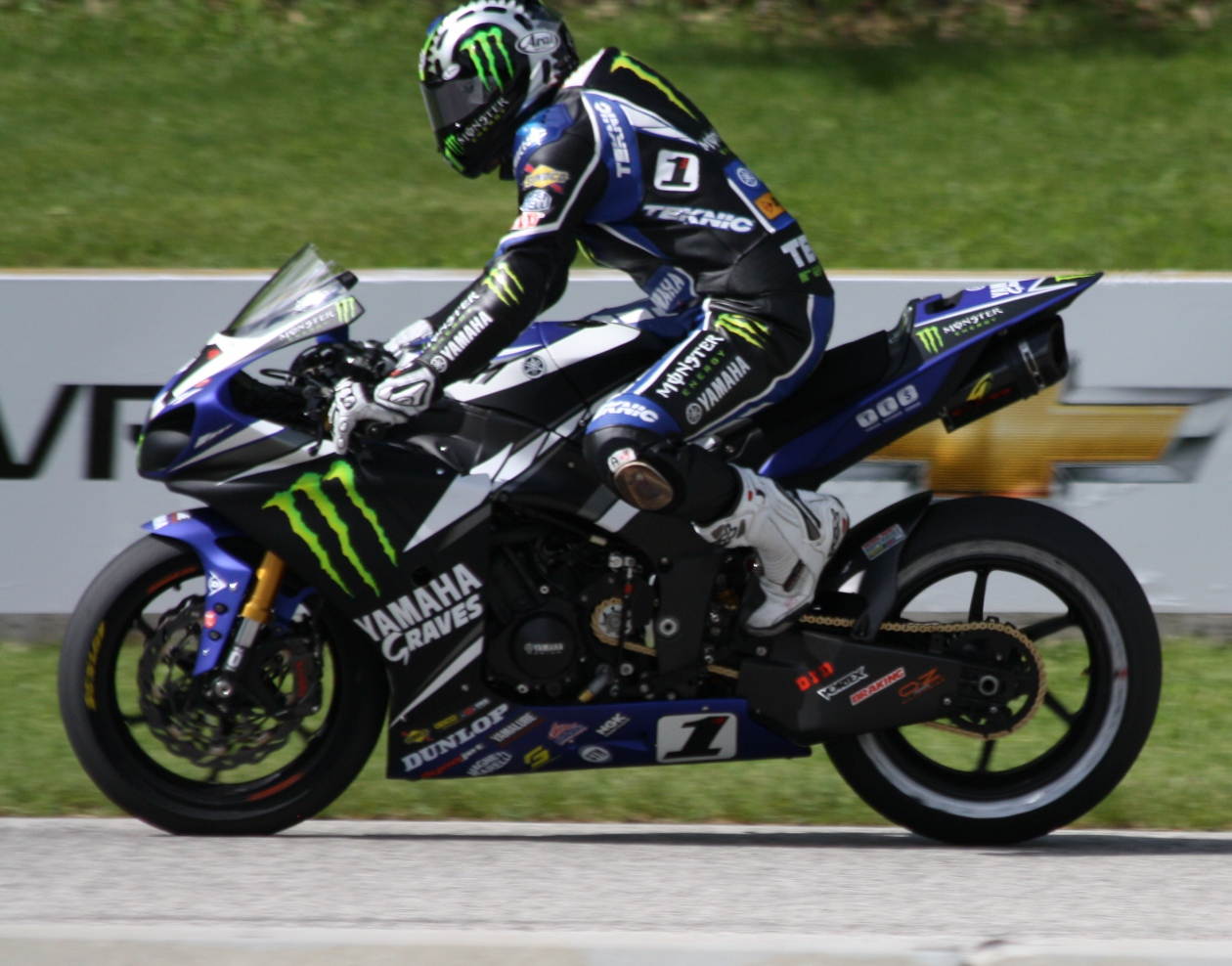
Josh Hayes op Road America in 2013.

In 2012 kwam Hayes wederom uit in het Amerikaans kampioenschap superbike, waarin hij zestien overwinningen en twee andere podiumfinishes behaalde in twintig races. Met 580 punten werd hij op dominante wijze kampioen. In 2013 won hij acht races, maar door een aantal slechte resultaten eindigde hij als tweede met 330 punten met vijftien punten achterstand op Josh Herrin. In 2014 wist hij zijn titel te heroveren met zeven zeges en drie tweede plaatsen uit elf races, waardoor hij met 285 punten voor de vierde keer kampioen werd in de klasse.
In 2015 werd het Amerikaans kampioenschap wegrace vervangen door de MotoAmerica, waarin Hayes opnieuw op een Yamaha in de superbike-klasse reed. Hij won tien races en stond in zes andere races op het podium, maar desondanks werd hij met 368 punten, vier minder dan Cameron Beaubier, tweede in het eindklassement. In 2016 won hij weliswaar maar twee races, maar wist hij desondanks tot de laatste race in de strijd te blijven om het kampioenschap. Met 305 punten werd hij tweede, wederom achter Beaubier, die zes punten meer had gescoord. 2017 was zijn laatste jaar in de superbike-klasse. Hij won een race op de Virginia International Raceway en werd met 223 punten achter Toni Elías, Roger Lee Hayden en Beaubier vierde in het kampioenschap.
In 2019 nam Hayes binnen de MotoAmerica deel aan de Supersport-klasse. Hij scoorde 116 punten, waarmee hij negende werd in het klassement. In 2020 stapte hij over naar het Australisch kampioenschap superbike, waarin hij met 11 punten op plaats 23 eindigde.